# Bible d'Ottheinrich
La Bible d'Ottheinrich est un manuscrit enluminé du Nouveau Testament en allemand écrit vers 1430. Il est commandé par Louis VII de Bavière. Laissé inachevée, sa décoration est reprise à l'initiative d'Othon-Henri du Palatinat vers 1530 qui confie la réalisation de l'enluminure au peintre Matthias Gerung. Il s'agit du plus ancien manuscrit enluminé de la bible en langue allemande. Après une histoire mouvementée, l'ensemble du manuscrit est désormais réuni à la Bibliothèque d'État de Bavière (Cgm 8010).

## Historique
Le manuscrit est commandé par Louis VII de Bavière, duc de Bavière-Ingolstadt, qui a résidé longtemps en France auprès de sa sœur Isabeau de Bavière, femme de Charles VI. Il est par ailleurs le neveu par alliance de Jean Ier de Berry. C'est sans doute là-bas qu'il prend goût pour les livres enluminés et se constitue une riche bibliothèque. Il commande cet ouvrage vers 1430, sans doute copié à Ingolstadt. Il contient d'ailleurs une devise en français (De bon ceur vray sans repentir a tout iour) ainsi que les armes de Bavière et de France. Il est ensuite envoyé à Ratisbonne pour être enluminé. Seulement un cinquième des miniatures sont alors réalisées par trois mains différentes et le manuscrit est laissé inachevé. Un siècle plus tard, le manuscrit entre en possession de Othon-Henri de Wittelsbach, duc de Palatinat-Neubourg, lui aussi bibliophile, peu avant 1530. Il fait appel à Matthias Gerung, peintre installé à Lauingen en Souabe bavaroise. Celui-ci achève le manuscrit vers 1530-1531,.
Par la suite, le manuscrit sert plusieurs fois de butin de guerre pendant la Guerre de Trente Ans : tout d'abord il est emporté de Heidelberg à Munich en 1622 par les troupes de Maximilien Ier de Bavière, puis vers Weimar par les troupes de Gustave II Adolphe de Suède en 1632 jusqu'à Gotha. Il est alors appelé Bible de Gotha. Dans la seconde moitié du XIXe siècle, il est divisé en 8 volumes et dispersé. Les volumes 1, 2 et 7 sont acquis dès 1950 par la Bibliothèque d'État de Bavière. les 5 autres volumes sont un temps conservé au Musée du Palatinat de la ville de Heidelberg. Ils sont mis en vente chez Sotheby's à Londres en 1997 par les descendants de la famille Saxe-Cobourg et Gotha. Ils sont finalement acquis par la bibliothèque de Munich à l'aide de plusieurs mécènes et contributeurs dont l'État de Bavière. La couverture, encore propriété de la bibliothèque de l'Université d'Erfurt, a été déposée à Munich en prêt permanent,. 

## Description
Le manuscrit contient 307 feuillets au total pour 146 miniatures et 294 lettrines ornées. Il contient le texte du Nouveau Testament en allemand divisé ainsi : 
- tome 1 : évangile de Mathieu 1:1 - 26:30
- tome 2 : Mathieu 26:31 - évangile de Luc 5:26
- tome 3 : Luc 5:26 - évangile de Jean 5:18
- tome 4 : Jean 5:18 – Romains 15:13
- tome 5 : épîtres aux Romains 15:13 – épîtres aux Colossiens 3:22
- tome 6 : épître aux Colossiens 3:22 - Actes des apôtres 10:4
- tome 7 : Actes 10:4 - 1 Jean 5:15
- tome 8 : 1 Jean 5:15 - Apocalypse

Les premières enluminures sont inspirées fortement par la bible de Wenceslas. Les ajouts de Matthias Gerung sont marqués par des modèles de Albrecht Dürer, Hans Burgkmair et Hans Schäufelein. 

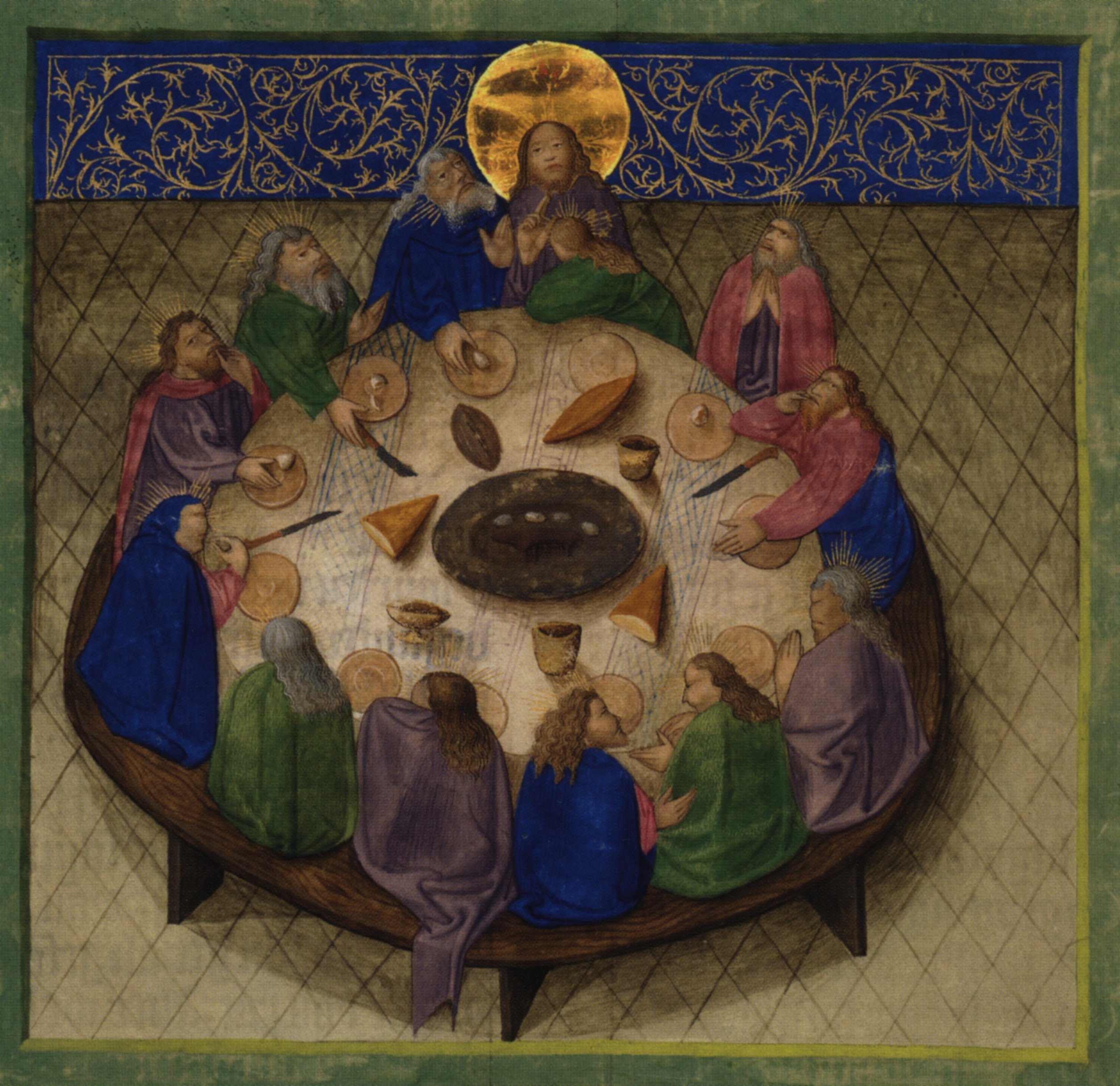
La Cène, f.40v., vers 1430.
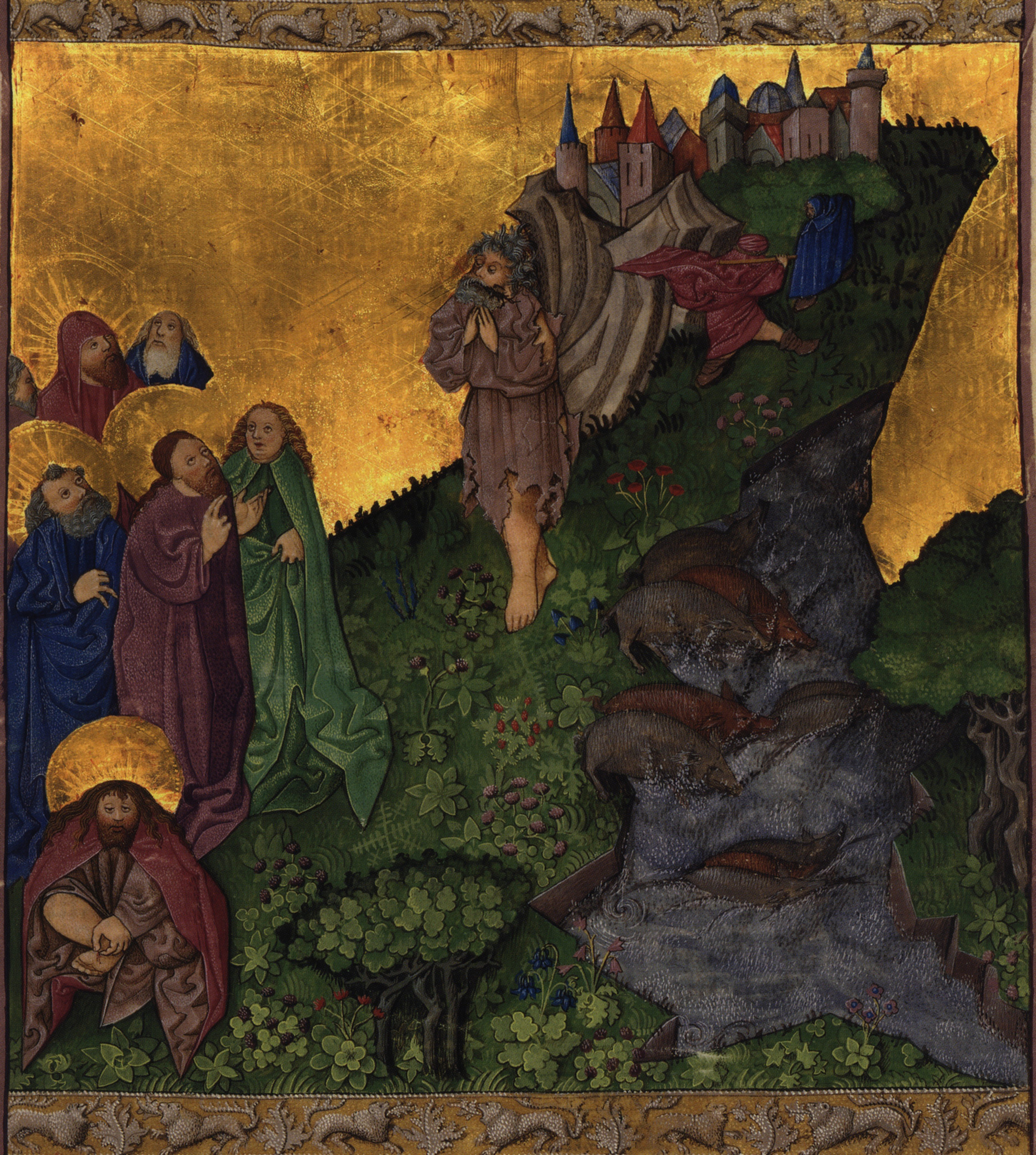
La Guérison des possédés, f.51r., vers 1430.
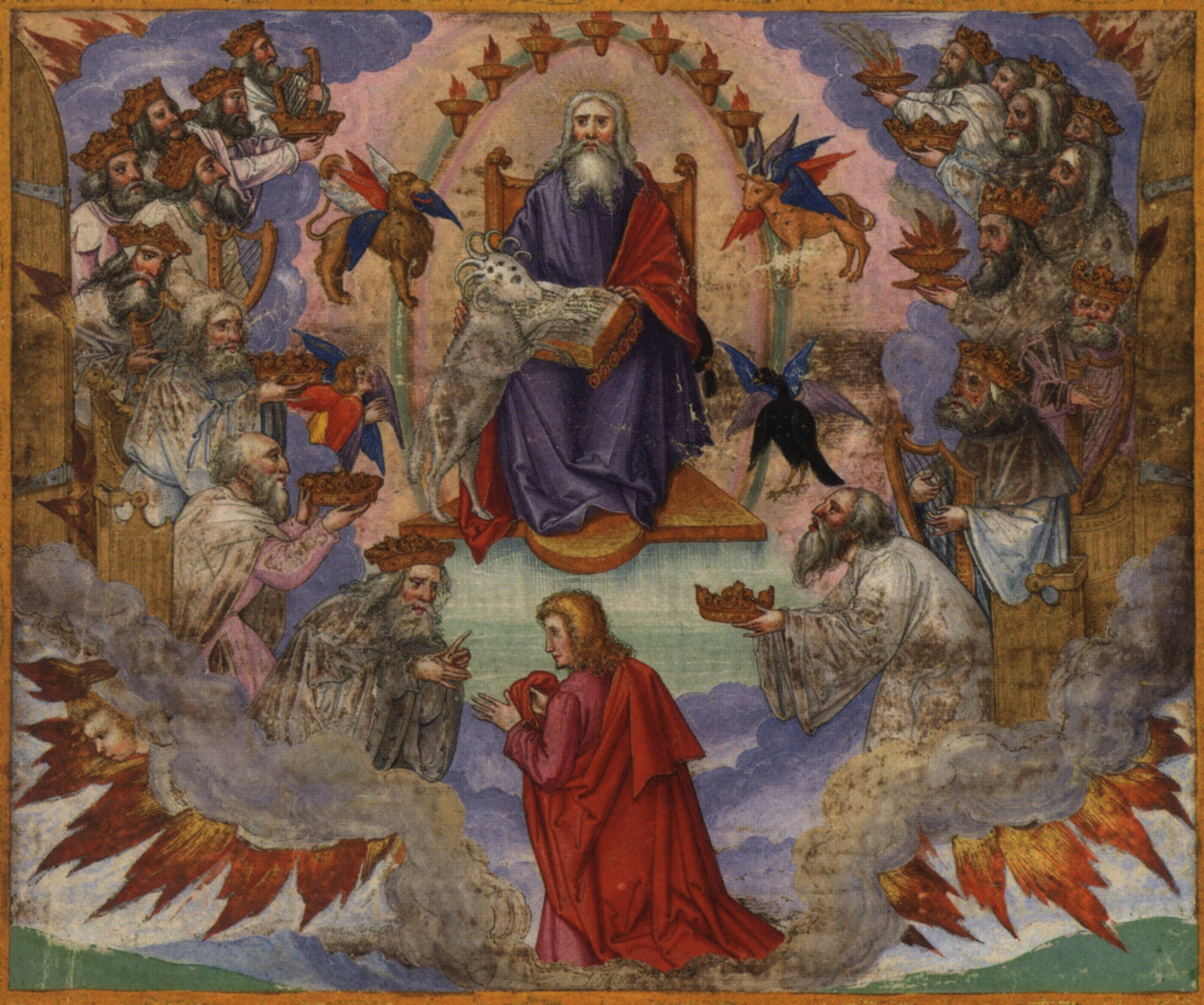
La vision de saint Jean du paradis, f.287r., Matthias Gerung, vers 1530.
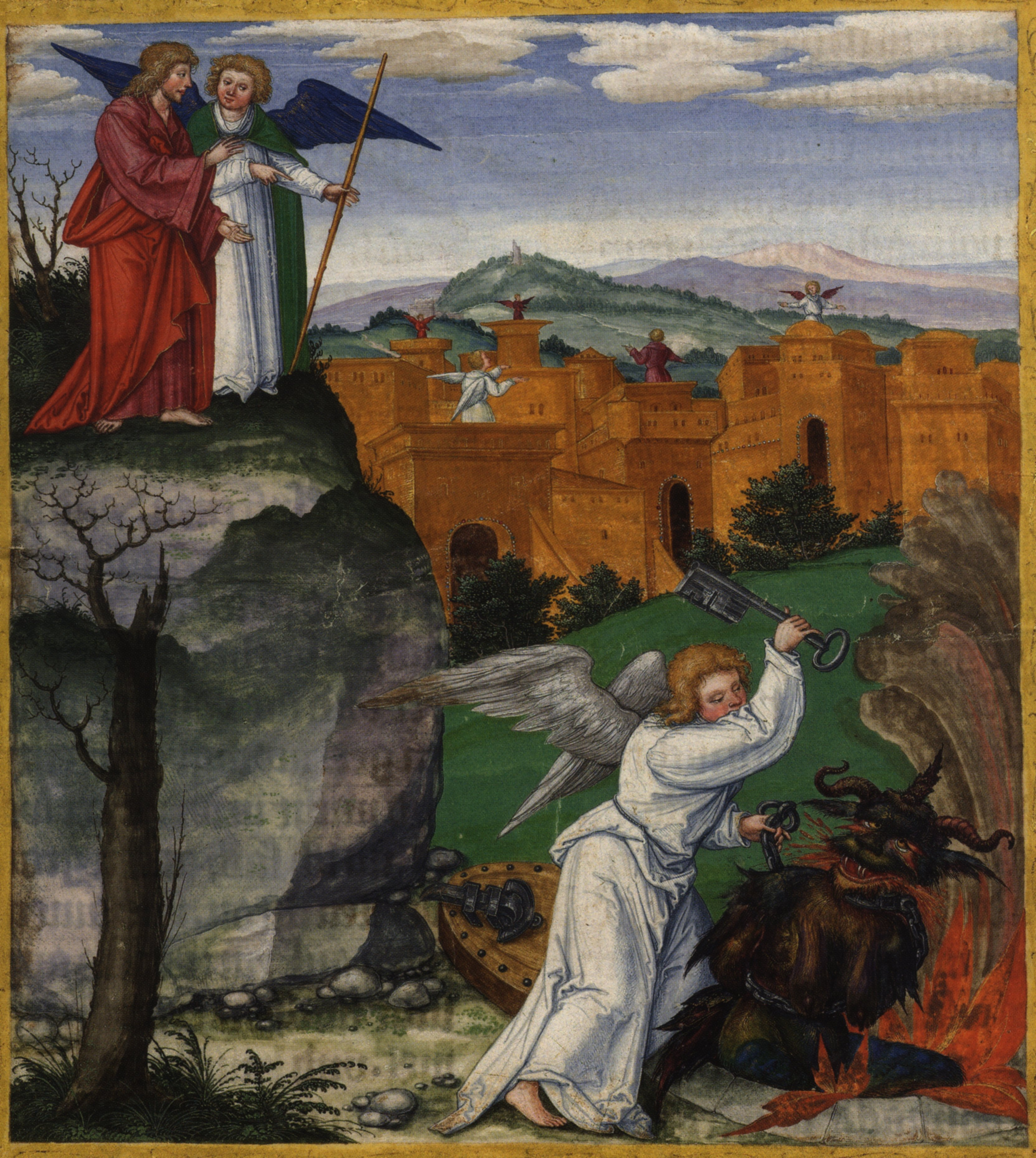
La Jérusalem céleste et le diable entravé, f.303v., vers 1530.